# 三菱仲13号館
三菱仲13号館（みつびしなかじゅうさんごうかん）は、かつて東京都千代田区丸の内にあった建築物である。

## 沿革
丸の内一帯の大地主であった三菱合資会社がオフィスビルとして建設し、1915年（大正4年）に着工、1917年（大正6年）1月に竣工した。地上3階・地下1階で延面積754坪のRC造のビルで、竣工当時は三菱第24号館という名前であったが後に三菱仲13号館に改められた。
1960年代に入ると丸の内地区の旺盛なオフィス需要により供給が逼迫していたことから、当ビルを所有していた三菱地所はより大規模なオフィスビルに建て替えることにした。このため、当ビルは1961年に隣接する三菱仲13号館別館および三菱仲15号館とともに解体され、跡地には三菱電機ビルヂング（現：丸の内仲通りビル）が建設された。